# 52225 Panchenko
52225 Panchenko este un asteroid din centura principală de asteroizi.

## Descriere
52225 Panchenko este un asteroid din centura principală de asteroizi. A fost descoperit pe 25 iulie 1968 la Cerro El Roble de G. A. Plyugin și Yu A. Belyaev. Asteroidul prezintă o orbită caracterizată de o semiaxă mare de 3,05 ua, o excentricitate de 0,19 și o înclinație de 13,1° în raport cu ecliptica.